# Sam Malone
Sam Malone er en fiktiv bartender, tidligere baseball stjerne og tidligere alkoholiker, kendt fra den amerikanske komedieserie Sams Bar hvor han blev spillet af Ted Danson. 

## Biografi
Sam Malone spillede for Boston Red Sox hvor han blev en stor stjerne. Han kom dog ud i et alkoholmisbrug og trak sig tilbage fra sporten. For at bevise han kunne bekæmpe sine dæmoner, valgte han at blive bartender hvor han konstant ville være i kontakt med alkohol. Sam Malone overtager baren Cheers. Igennem de efterfølgende 11 år har Sam mange bekendtskaber med kvinder, men det mest mindeværdige er dog med Diane Chambers.